# Pteralbis borburatensis
Pteralbis borburatensis là một loài ruồi trong họ Asilidae. Pteralbis borburatensis được Ayala miêu tả năm 1981. Loài này phân bố ở vùng Tân nhiệt đới.